# Muesmatt

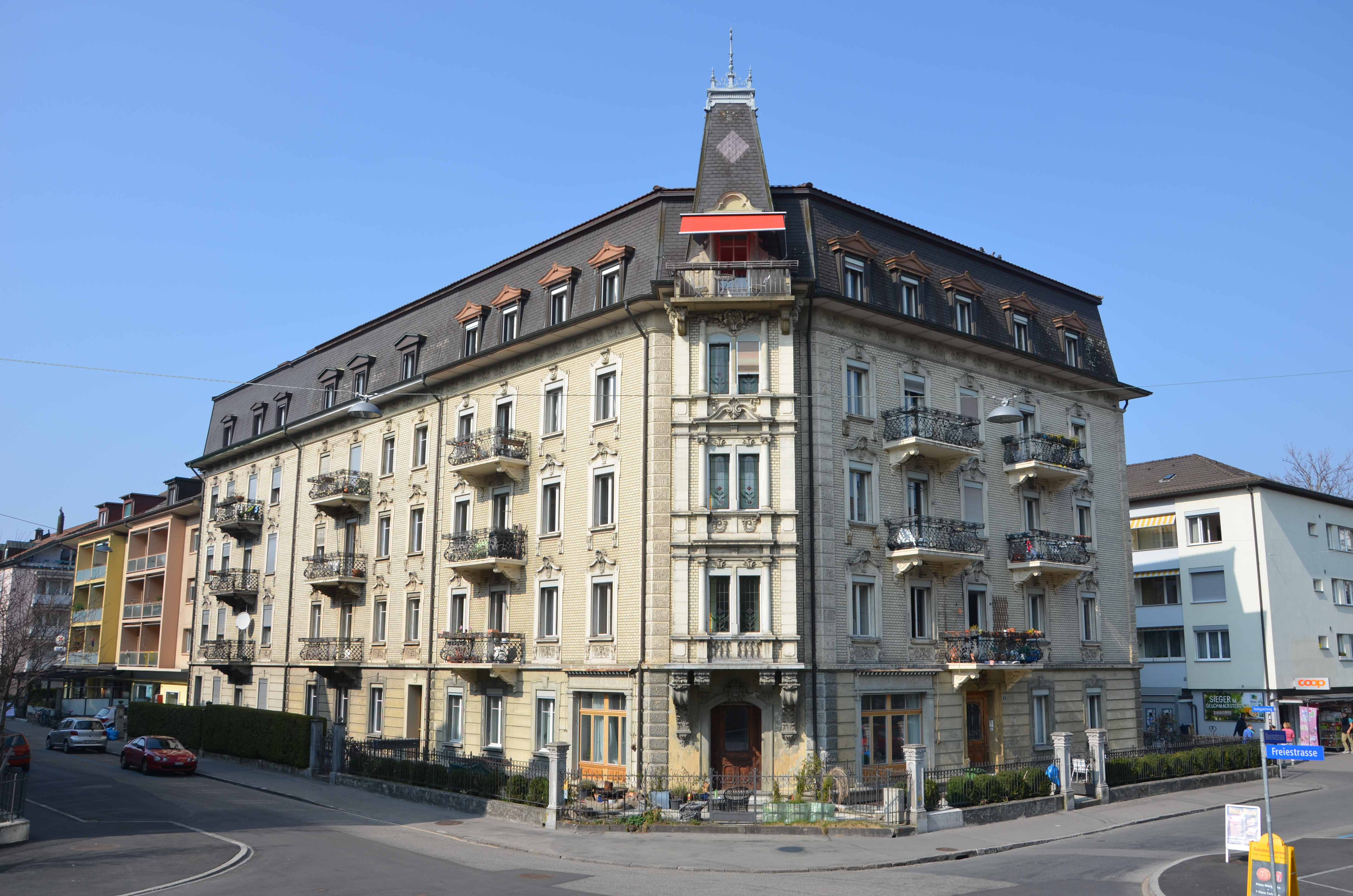
Ecke Freie und Muesmattstrasse

Muesmatt ist ein statistischer Bezirk und zugleich ein kleineres zugehöriges gebräuchliches Quartier im Stadtteil II Länggasse-Felsenau im Norden der Stadt Bern. Zum statistischen Bezirk gehören ausserdem noch Teile der gebräuchlichen Quartiere Länggasse (die Hintere Länggasse südlich der Länggasse), SBB Depot/Welle (der westliche Teil) sowie Von Roll. Im Nordosten grenzt es an den Grossen Bremgartenwald, die südwestliche Grenze bildet die Bahnlinie.
Im Jahr 2022 lebten im statistischen Bezirk 4208 Einwohner, davon 3305 Schweizer und 903 Ausländer. Im kleineren gebräuchlichen Quartier wurden 1879 Einwohner, davon 1498 Schweizer und 381 Ausländer angegeben.
Im statistischen Bezirk liegen zahlreiche Bildungseinrichtungen, so das Hochschulzentrum vonRoll mit Einrichtungen der Universität Bern und der Pädagogischen Hochschule Bern, der Unitobler mit Bibliothek, Hörsaalgebäude und Sitz einiger Institute der Universität (z. B. Psychologie), Uni Muesmatt als Sitz mehrerer Institute der Medizinischen Fakultät (Anatomie, Zellbiologie, Physiologie, Rechtsmedizin) der Universität Bern. Im Südwesten befindet sich die Abstellanlage des Bahnhofes Bern mit der Werkstatt der BLS Aebimatt.
Das gebräuchliche Quartier wird durch eine ältere Wohnbebauung in Form von Reihenhäusern bestimmt.
Die städtische Buslinie 20 verbindet das Quartier mit dem Zentrum.